# (4732) Froeschlé
(4732) Froeschle, désignation internationale (4732) Froeschlé, est un astéroïde de la ceinture principale d'astéroïdes. Il est nommé d'après le couple d'astrophysiciens français Christiane et Claude Froeschlé.

## Description
(4732) Froeschle est un astéroïde de la ceinture principale d'astéroïdes. Il fut découvert le 3 mai 1981 à la station Anderson Mesa par Edward L. G. Bowell. Il présente une orbite caractérisée par un demi-grand axe de 3,16 UA, une excentricité de 0,07 et une inclinaison de 16,9° par rapport à l'écliptique.

## Compléments